# Sainte-Thérence
Sainte-Thérence település Franciaországban, Allier megyében. Lakosainak száma 179 fő (2022. január 1.). Sainte-Thérence Lignerolles, Mazirat, Saint-Genest, Teillet-Argenty és Terjat községekkel határos.

## Népesség
A település népessége az elmúlt években az alábbi módon változott:
| Lakosok száma | 205  | 147  | 156  | 198  | 205  | 193  | 184  | 178  | 178  | 179  |
|               | 1968 | 1982 | 1990 | 2006 | 2013 | 2015 | 2017 | 2019 | 2020 | 2022 |